# سابا أنجوم كريم
سابا أنجوم كريم (من مواليد 12 يونيو 1985 في دورج) كانت عضوة في فريق هوكي الحقل للسيدات الهندي. كانت الأصغر بين جميع المشاركين في مسابقة هوكي الحقل في دورة ألعاب الكومنولث 2002 في مانشستر.
لعبت لأول مرة للهند في كأس آسيا تحت 18 سنة عام 2000. كمهاجمة الجناح الأيمن مثلت الهند في العديد من البطولات الدولية الأخرى مثل دورة الألعاب الآسيوية 2002 وكأس آسيا 2004 وألعاب الكومنولث 2002 و 2006 وكأس العالم للشابات 2001 وسلسلة تجارب بوينس آيرس وأستراليا وجولة نيوزيلندا.
وهي تنحدر من كيلابادي، دورج وتم تدريبها من قبل تنفير عقيل. في 1 نوفمبر تم تكريمها بجائزة غاندثوار الرياضية. تمنح الجائزة السنوية للشخص الذي يجلب الشرف للدولة في مجال الرياضة على المستوى الوطني والدولي. تتم مكافأة الجائزة مع جائزة نقدية قدرها 100 ألف روبية هندية وتنويه. وقد تم تكريمها من قبل حكومة تشاتيسغاره من خلال نشر تسجيل في قسم الشرطة في منصب نائب المشرف على الشرطة. في عام 2013 تم تكريمها بجائزة أرجونا من قبل رئيس الهند.
حصلت على جائزة بادما شري وهي رابع أعلى جائزة مدنية في الهند في عام 2015.